# Aphileta microtarsa
Aphileta microtarsa là một loài nhện trong họ Linyphiidae.
Loài này thuộc chi Aphileta. Aphileta microtarsa được James Henry Emerton miêu tả năm 1882.